# 门仓聪
门仓聪（1959年5月25日—）出生于神奈川县镰仓市。日本作曲家、编曲家、音乐制作人、键盘手。东京艺术大学 音乐学部作曲科毕业。